# Bulgan
Bulgan (mongolsky Булган) je hlavním městem Bulganského ajmagu. Město má 12 323 obyvatel (v roce 2008).

## Doprava
Z místního letiště létají pravidelné linky do Ulánbátaru, Chovdu a Mörönu.